# トリポリ・ケープタウン・ハイウェイ
トリポリ・ケープタウン・ハイウェイ（英: Tripoli–Cape Town Highway）はアフリカ大陸を南北に結ぶ道路である。トランス・アフリカ・ハイウェイの3号線にあたる。2023年現在、トランス・アフリカ・ハイウェイの中で最も未整備区間が多い。

## 経路

### 長さなど
トリポリ・ケープタウン・ハイウェイは全長10,808 kmである。

### リビア
- トリポリ ～ ミスラタ ～ ワッダーン（英語版）（ワダン） ～ セブハ（サブハー） ～ ウム・アル・アラニブ（Umm Al Aranib） ～ カトルーン（英語版） ～ タジャルヒー（Tajarhi） ～ チャド国境

### チャド
- リビア国境 ～ ズアール（英語版） ～ ファヤ・ラルジョー ～ ムソロ ～ マッサコリ ～ マサゲ（英語版） ～ ジェルマヤ（Djermaya） ～ ンジャメナ
- ンジャメナ ～ カメルーン国境

### カメルーン
- チャド国境 ～ クッセリ ～ マルア ～ ヌガウンデレ ～ ガルア・ブライ（英語版）
- ガルア・ブライ ～ ベルトゥア
- ベルトゥア ～ 中央アフリカ共和国国境

### 中央アフリカ共和国
- カメルーン国境 ～ ガンブーラ（英語版） ～ ベルベラティ ～ カタクポ（Katakpo）
- カタクポ ～ ロポ（Lopo） ～ ソレ（Solé） ～ リジョンボ（英語版） ～ コンゴ共和国国境（サンガ川）

### コンゴ共和国
- 中央アフリカ共和国国境 ～ ボマサ（英語版） ～ ウェッソ ～ ガンボマ（英語版） ～ ブラザヴィル
- ブラザヴィル ～ コンゴ民主共和国国境（コンゴ川）

### コンゴ民主共和国
- コンゴ共和国国境 ～ キンシャサ
- キンシャサ ～ ムバンザ・ヌグング ～ ソンゴロロ（英語版） ～ マタディ ～ アンゴラ国境

### アンゴラ
- コンゴ民主共和国国境 ～ ノキ（英語版） ～ ンバンザ＝コンゴ ～ Lucanga（Lucunga） ～ Songo ～ ウイジェ
- ウイジェ ～ Quibaxe ～ ゴルンゴ・アルト（英語版） ～ ンダラタンド ～ ドンド（英語版） ～ キバラ（英語版） ～ アルト・アマ（英語版）
- アルト・アマ ～ ウアンボ ～ カコンダ（英語版） ～ ルバンゴ ～ オンジヴァ
- オンジヴァ ～ ナマクンデ（英語版） ～ サンタ・クララ・ド・クネネ（Santa Clara do Cunene） ～ ナミビア国境

### ナミビア
- アンゴラ国境 ～ オシカンゴ（英語版） ～ オンダングワ（英語版）（オンダングァ） ～ ツメブ ～ オタビ（英語版） ～ オティワロンゴ ～ オカハンジャ ～ ウィントフック
- ウィントフック ～ レホボス（英語版） ～ マリエンタール ～ ケートマンスフープ ～ グリュナウ（英語版） ～ ヌァードゥワー（英語版）（Noordoewer）（ノールドゥワー） ～ 南アフリカ共和国国境

### 南アフリカ共和国
- ナミビア国境 ～ スプリングボック ～ マームズベリー（英語版） ～ ケープタウン

## 代替経路

### カメルーン
- ベルトゥア ～ オバラ（英語版） ～ ヤウンデ
- ヤウンデ ～ エボロワ ～ ガボン国境

### ガボン
- カメルーン国境 ～ ビタム（英語版） ～ オイェム ～ ミチク ～ ラララ（英語版） ～ アレンベ（英語版） ～ ンジョレ ～ ビフン（英語版）
- ビフン ～ ランバレネ ～ ムイラ ～ ンドゥンデ（英語版） ～ コンゴ共和国国境

### コンゴ共和国
- ガボン国境 ～ ドリシー ～ ブラザヴィル

## 他の道路との接続
- リビアのトリポリでカイロ・ダカール・ハイウェイ（TAH 1）
- チャドのンジャメナでサヘル横断道路（TAH 5）
- チャドのンジャメナでンジャメナ・ジブチ・ハイウェイ（TAH 6）
- カメルーンのベルトゥアから中央アフリカ共和国のカタクポまでラゴス・モンバサ・ハイウェイ（TAH 8）と重複区間
- アンゴラのアルト・アマでベイラ・ロビト・ハイウェイ（TAH 9）
- 南アフリカ共和国のケープタウンでカイロ・ケープタウン・ハイウェイ（TAH 4）